# Wink (일본의 음악 그룹)
윙크(Wink)는 1980년대 후반부터 1990년 중반까지 활약했던 일본의 음악 그룹으로 스즈키 사치코(鈴木早智子), 아이다 쇼코(相田翔子)의 듀엣이다.

## 약력 및 특징
두 사람 모두 워니북스(ワニブックス)사의 잡지인 UP TO BOY에서 1987년도 개최된 미스 UP TO BOY 컨테스트에서 수상자(사치코는 상반기 그랑프리, 쇼코는 하반기 그랑프리)로 이에 연관되어 1988년에 듀엣 Wink를 결성했다. 동년 4월에는 "SUGAR BABY LOVE"로 가수 데뷔. 처음에는 반짝반짝 빛나는 이란 뜻을 가진 "Twinkle"을 이름을 사무소에서 제안했지만, 발음이 어렵다는 문제로 "Winkle" → "Wink"의 이름이 되었다고 알려져 있다.
1989년에는 "Turn It Into Love(愛が止まらない)"로 제22회 전일본 유선 방송 대상 그랑프리를 수상하고, 같은 해 "외로운 열대어(淋しい熱帯魚)"로 제31회 일본 레코드 대상을 받았다. 또한 이 곡으로 제40회 NHK 홍백가합전에 출장했다.
1996년 3월 활동 정지, 현재는 각각 탤런트로서 엔터테이너 활동하고 있다.
또한 Wink는 해산이 아닌 활동 정지 중으로 이 건에 대하여 쇼코가 텔레비전 방송 등에서 몇 번이나 설명하고 있다. 그러나 두 번 정도의 텔레비전 특별 방송 등(1998년 TBS에서 방송된 일본 레코드 대상 40주년 기념 방송 및, 1999년 같은 TBS의 넘어라! 텔레비전(超える!テレビ))에서 둘이 함께 노래 부른 적이 있으나, 지금은 본격적인 활동 재개의 움직임은 보이고 있지 않다.
대부분의 여성 아이돌와 달리 약간 수수하고 소극적인 캐릭터로 그다지 웃지 않고 무표정으로 노래한다. 또한 기존 여성 아이돌 가수의 이미지와 다른 오르골 인형과 같은 안무로 춤추기도 했다. 또한 오늘날 유행하는 롤리타 패션과 일맥 상통하는 프랑스 인형 풍의 의상이 많았다. 게다가 두 명 모두 남성 잡지(UP TO BOY)의 컨테스트의 미인 출신이라는 점에서 "순진한 소녀가 가지는 불가침적인 성적(性的) 매력"이라는 이미지를 연출, 당시 젊은 층을 열광 시켰다. 나중에 두 명이 교대로 무표정이었다는 것이 사무소의 전략이었는지의 질문에 "스스로 안무를 기억하는 것이 고작으로 웃는 얼굴까지 챙길 여력이 되지 않았다. 사무소 사장은 더 웃으라고 주문했었다"라는 회상을 하고 있지만, 결과적으로 무표정 인형이라는 특이한 이미지로 일세를 풍미했다.
초반의 음악 활동을 보면 외국곡의 번안곡 및 외국 작곡가의 노래가 주로 많았고, 중기 이후에는 일본인 작곡가의 오리지널 곡과 후기에 즈음하여 본인들 스스로의 자작곡도 몇몇 보인다. 또한 그 전기간을 통해 음악의 질이 매우 높았다. 이것은 오늘날에도 음악 관계자들로부터 높은 평가를 받고 있다. 가창력 부분에서만 보면 다른 아티스트들에 비해 아주 뛰어나지는 않았지만, 유로믹스라든가 라틴음악, 올디즈, 어코스틱, 포크 등 다양한 장르의 음악을 폭넓게 수용하여 독자적인 음악 색을 보여 주었다. 그 까닭에 말기에는 아이돌이라기보다는 보컬리스트에 가까운 분위기를 가지게 되었다.
일본 대중 음악 역사상 "여성 2인조의 성공 사례"로 꼽히고 있으며, "평성(일본의 연호)의 핑크 레이디", "춤추는 아밍(岡村孝子의 별명)"의 여러 호칭으로 불렸다. 이러한 연유로 음악계에서는 성공적인, 개성적인 아이돌 듀오로 평가 받고 있다.

## 음반

### 싱글
- 1988.04.27 Sugar Baby Love
후지테레비 드라마 "뜨거워요!(熱っぽいの！)"의 주제가
영국 그룹 Rubettes의 원곡을 번안
커플곡: 風の前奏曲 - 바람의 전주곡 (후지테레비 드라마 "뜨거워요!(熱っぽいの！)"의 삽입곡)
- 1988.09.07 アマリリス - 아마릴리스
커플곡: 迷子のロンリー・ハート - 미아의 Lonely Heart
- 1988.11.16 愛が止まらない ～Turn It Into Love～ - 사랑은 멈추지 않아
후지테레비 드라마 "쫓아가고싶어!(追いかけたいの！)"의 주제가
오리콘 차트 첫등장 19위로 시작 12주 연속 1위 지속, 64.5만장 판매 기록
영국의 헤이젤 딘, 호주의 카일리 미노그의 원곡을 번안
커플곡: DING DING ～恋から始まるふたりのトレイン～ - 사랑부터 시작된 둘만의 열차 (스웨덴의 Annika Burman의 I en ding ding värld의 번안곡)
- 1989.03.16 涙をみせないで ～Boys Don't Cry～ - 눈물을 보이지 마세요
이탈리아의 무랑루즈 원곡을 번안
커플곡: Only Lonely ～Body Language～ (도리즈의 Body Language의 번안, 놀랜스도 커버곡으로 사용)
- 1989.07.05 淋しい熱帯魚 - 외로운 열대어
파나소닉 "스테레오 헤드폰 S타입" CM송, 아사히 음료 "WONDA 숏&숏" CM 송(2005년)
커플곡: 背中まで500マイル ～Five Hundred Miles～ - 등 뒤까지 500마일 (피터 볼 & 마리의 원곡 번안)
- 1989.11.01 One Night In Heaven ～真夜中のエンジェル～ - 한밤중의 천사
파나소닉 "맥로드무비" CM송
커플곡: Cat-Walk Dancing
- 1990.03.28 Sexy Music
놀랜스의 원곡을 번안. 덧붙여 Wink의 이 음악을 가지고 놀랜스가 새로 앨범을 출시했음.
커플곡: いちばん哀しい薔薇 - 가장 가련한 장미
- 1990.07.04 夜にはぐれて ～Where Were You Last Night～ - 이 밤을 건너
앵키 해거의 원곡을 번안
커플곡: 想い出までそばにいて ～Welcome To The Edge～ - 추억까지 곁에 있어줘 (빌리 휴즈의 원곡을 번안)
- 1990.11.21 ニュー・ムーンに逢いましょう - 새 달이 떳다
파나소닉 "스테레오 헤드폰 S타입" CM송
커플곡: 水の星座 ～Let An Angel～ - 물의 별자리 (T.L.피셔의 원곡 번안)
- 1991.03.20 きっと熱いくちびる ～リメイン～ - 정말 뜨거운 입술
커플곡: 奇跡のモニュメント - 기적의 모뉴먼트
- 1991.06.19 真夏のトレモロ - 한 여름의 TREMOR
파나소닉 "스테레오 헤드폰 S타입" CM송
커플곡: Shake it
- 1991.10.16 背徳のシナリオ - 배신의 시나리오
파나소닉 "스테레오 헤드폰 S타입" CM송
커플곡: 12月の織姫 ～My World～ - 12월의 직녀 (빌리 휴즈의 원곡 번안)
- 1991.12.16 追憶のヒロイン - 추억의 히로인
니혼테레비 애니메이션 "나와나 둘만의 롯데(わたしとわたし ふたりのロッテ)"의 엔딩 테마곡. TV사이즈에서는 사치코의 솔로 파트를 둘이서 부름
커플곡: イマージュな関係 - 이마쥬 관계 (상동 애니메이션의 오프닝 테마곡)
- 1992.03.25 摩天楼ミュージアム - 마천루 MUSEUM
후지테레비 "クイズ!年の差なんて"의 엔딩 테마 곡
커플곡: スカーレットの約束 - 스칼릿의 약속
- 1992.07.22 ふりむかないで - 돌아보지 마세요
더 피너츠의 번안곡, 후지테레비 "역시나! 세계(なるほど!ザ・ワールド)"의 엔딩 테마 곡
커플곡: ロマンスの方舟 ～Little Russian～ - 로망스의 방주 (미스터 지바고의 원곡 번안)
- 1992.10.21 リアルな無実のオブジェ ～Invincible～夢の条件 - 리얼한 꿈의 조건
커플곡: 無実のオブジェ ～Invincible～ - 무실의 오브제 (퍼트 베네타의 원곡 번안)
- 1993.02.17 永遠のレディードール ～Voyage Voyage～ - 영원한 Lady Doll
데자이아레스의 원곡(일명:꿈의 여로) 번안. "외로운 열대어(淋しい熱帯魚)"를 발표할 즘에 싱글 곡 후보로 선정되었었기 때문에 1989년 당시의 음악으로 어레인지되어 있다.
커플곡: Alone Again ～Nothing Means More To Me That You～ (윈덤힐 아티스트의 원곡을 번안)
- 1993.05.26 - 結婚しようね - 결혼해요
후지테레비의 애니메이션 "쯔요시 확실히 해요(ツヨシしっかりしなさい)"의 제2기 엔딩 테마 곡
커플곡: 幻が叫んでる - 환상이 외치고 있어 (T&E소프트 슈퍼 패미콤용 게임 소드 월드 SFC의 CM송)
- 1993.09.08 咲き誇れ愛しさよ - 피어나는 사랑이여
자생당 프리미엄(資生堂 プルミエ)의 CM송, 나중에 오다 테츠로(織田哲郎)가 자신의 앨범(SONGS)에 재취입
커플곡: Made In Love
- 1994.02.23 いつまでも好きでいたくて - 언제까지나 좋아하고 싶어서
시마다야(シマダヤ) 철판면(鉄板麺) CM송
커플곡: 愛を奪って 心縛って - 사랑을 빼앗고 마음을 묶고
- 1994.05.25 トゥインクル トゥインクル - 트윙클 트윙클
TOKYO CITY KEIBA의 "트윙클 레이스"의 CM송
커플곡: Tasty (던킨 도너츠의 CM송)
- 1994.10.26 シェリー モン シェリ - 세리몽세리
유니참 "에어윙 참구이의 집" CM송
커플곡: PLEASE PLEASE ME
- 1995.03.01 私たちらしいルール - 우리들다운 룰
테레비 아사히 "애인 만드는 100가지 방법(恋人をつくる100の方法)"의 주제가
커플곡: これが恋と呼べなくても - 이것을 사랑이라 부를 수는 없어도
- 1995.06.25 JIVE INTO THE NIGHT ～野蛮な夜に～ [HYPER EURO MIX] - 야만스러운 밤
그린 올리브스의 원곡 번안
커플곡: あってる - 있어
- 1995.09.15 Angel Love Story ～秋色の天使～ - 가을 색의 천사
트립(트라이엄프) "천사의 브라(天使のブラ)"의 CM송
커플곡: Angel Love Story ～秋色の天使～ [Trance Mix]

### 앨범
- 1988.07.01 Moonlight Serenade
- 1988.12.01 At Heel Diamonds
- 1989.04.26 Especially For You ～優しさにつつまれて～
- 1989.12.01 Twin Memories
- 1990.06.11 Velvet
- 1990.11.01 Hot Singles
- 1990.12.16 Crescent
- 1991.07.10 Queen Of Love
- 1991.11.25 Sapphire
- 1991.12.21 Diamond Box
- 1992.03.25 Mode (스즈키 사치코 솔로 앨범)
- 1992.04.25 Each Side Of Screen
- 1992.05.25 Delphinium (아이다 쇼코 솔로 앨범)
- 1992.11.26 Nocturne ～夜想曲～ - 야상곡
- 1992.12.21 Raisonn'e - 레종
- 1993.06.25 Αφροδιτη - 아프로디테
- 1993.11.26 BRUNCH
- 1994.03.25 Diary
- 1994.07.01 overture!
- 1994.12.01 voce
- 1995.03.25 Back to Front
- 1995.07.05 Flyin' High
- 1995.11.25 Reminiscence
- 1996.03.25 WINK MEMORIES 1988-1996

### 그 밖의 앨범
- Fairy Tone (Original Karaoke)
- Wink First Live Shining Star（Live Album）
- Fairy Tone II (Original Karaoke)
- JAM THE WINK (Non-Stop Remix Album)
- X-tra（CD Extra）
- TREASURE COLLECTION WINK BEST（Best Album）
- para para wink！（Euro Beat Remix Album）

## 영상 미디어
- Heart On Wave (LD, VHS)
- Wink First Live Shining Star (LD, VHS)
- Wink Live Sapphire (LD, VHS)
- Winkissimo (LD, VHS)
- Yin And Yang (LD, VHS)